# Émile Dehelly
Pour les articles homonymes, voir Dehelly.
Émile Léon Auguste Dehelly, né le 7 août 1871 à Fresnoy-le-Grand (Aisne) et mort le 4 septembre 1969 à Paris (5e), est un acteur français, sociétaire de la Comédie-Française.

## Biographie
Venu jeune avec son père à Épernon (Eure-et-Loir), il est tiré au sort no 104 lors de son conseil de révision en 1893 à Maintenon, il accomplit donc son service militaire au 102e régiment d'infanterie à Reuilly. Il est réserviste ayant fait de la préparation militaire à Épernon entre son conseil de révision et son incorporation. Lors de mobilisation le 2 août 1914, voulant accomplir son devoir, il est mobilisé en 1915 au 30e régiment territorial de Chartres, il sera libéré en 1917 et sera à ce moment mis à disposition du Théâtre des armées, il continuera sa mission par des tournées de propagande en Norvège et en Suède, ainsi qu'auprès des internés en Suisse.
Il est le père de Jean Dehelly, lui aussi comédien.

## Théâtre

### Comédie-Française

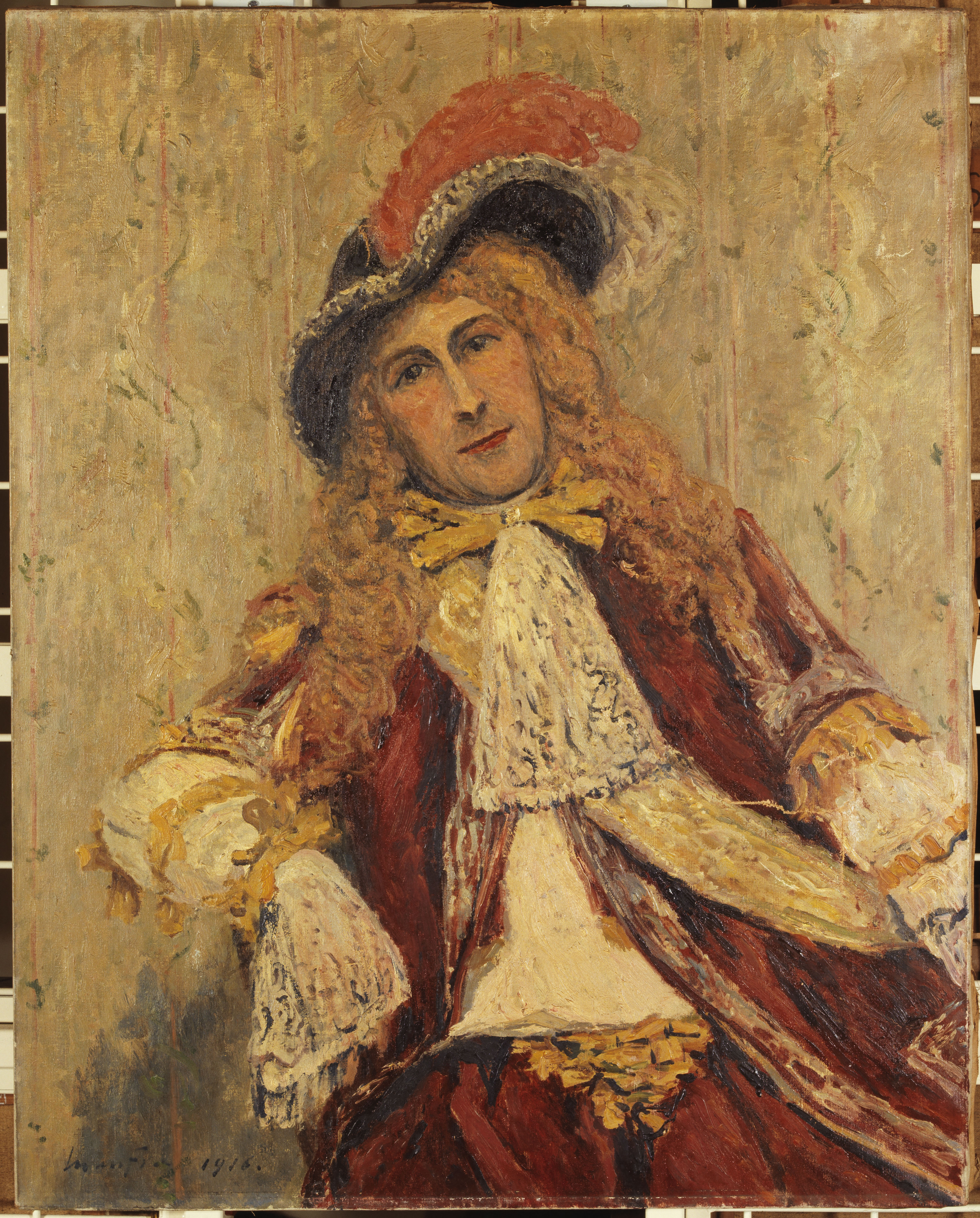
Émile Dehelly (1871-1969), sociétaire de la Comédie-Française
en costume de scène
Maxime Maufra, 1916Musée Carnavalet, Paris

- Entrée à la Comédie-Française en 1890
- Sociétaire de 1903 à 1928
- 336e sociétaire
- Sociétaire honoraire en 1929

- 1891 : Les Fourberies de Scapin de Molière : Octave
- 1891 : Thermidor de Victorien Sardou : Gaspard
- 1897 : 1807 d'Adolphe Aderer et Armand Ephraïm : Hugues de Fronsac
- 1898 : Le Tricorne enchanté de Théophile Gautier : Valère
- 1902 : L'École des maris de Molière : Valère
- 1902 : Ruy Blas de Victor Hugo : le comte d'Albe
- 1902 : L'Autre Danger de Maurice Donnay : Luynais
- 1903 : Les Précieuses ridicules de Molière : La Grange
- 1904 : La Plus faible de Marcel Prévost : Max Espilly
- 1904 : Le Paon de Francis de Croisset : De Brecy
- 1904 : Le Père Lebonnard de Jean Aicard : Robert Lebonnard
- 1905 : Don Quichotte de Jean de Richepin d'après Miguel de Cervantes : Don Fernand
- 1905 : Les Folies amoureuses de Jean-François Regnard : Eraste
- 1906 : Hernani de Victor Hugo : Don Garcie
- 1906 : Un tour de Ninon de Georges Docquois : Charles de Sévigné
- 1906 : Les Plaideurs de Jean Racine : Léandre
- 1907 : 1807 d'Adolphe Aderer et Armand Ephraïm : Hugues de Fronsac
- 1907 : L'Étincelle d'Édouard Pailleron : Raoul
- 1907 : Le Dieu Terme de Gabriel Nigond : Lycas
- 1907 : Marion de Lorme de Victor Hugo : le comte de Gassé
- 1908 : Le Misanthrope de Molière, mise en scène Jules Truffier : Acaste
- 1909 : Connais-toi de Paul Hervieu : Jean de Sibéran
- 1910 : Boubouroche de Georges Courteline : André
- 1911 : L'École des maris de Molière : Valère
- 1912 : Le Ménage de Molière de Maurice Donnay : le Chevalier
- 1912 : Le Mariage forcé de Molière : Alcidas
- 1913 : Les Ombres de Maurice Allou : Lycoris
- 1916 : Le Bourgeois gentilhomme de Molière : Cléonte
- 1918 : Lucrèce Borgia de Victor Hugo : Maffio Orsini
- 1920 : Juliette et Roméo d'André Rivoire d'après William Shakespeare : Benvolio
- 1920 : Sganarelle ou le Cocu imaginaire de Molière : Lélie
- 1921 : L'École des maris de Molière : Valère
- 1921 : Le Sicilien ou l'Amour peintre de Molière, mise en scène Georges Berr : Adraste
- 1921 : Les Fâcheux de Molière : Eraste
- 1922 : L'École des femmes de Molière : Horace
- 1922 : L'Impromptu de Versailles de Molière : La Grange
- 1922 : Le Mariage forcé de Molière : Alcidas
- 1923 : Le Dépit amoureux de Molière : Eraste
- 1924 : L'École des femmes de Molière : Horace
- 1925 : La joie fait peur d'Émile de Girardin : Adrien
- 1925 : Le Bourgeois gentilhomme de Molière : Cléonte

### Hors Comédie-Française
- 1931 : Fabienne de Jacques Natanson, mise en scène Charles Granval, théâtre des Mathurins : Prevalles
- 1932 : Le Mariage forcé de Molière, théâtre Antoine : Alcidas
- 1932 : L'Avare de Molière, théâtre Antoine : Cléante
- 1932 : Les Plaideurs de Jean Racine, théâtre Antoine : Léandre

## Filmographie
- 1909 : Rival de son père d'André Calmettes
- 1909 : Louis XI d'André Calmettes
- 1909 : Héliogabale d'André Calmettes
- 1909 : Les Enfants d'Édouard d'André Calmettes
- 1909 : L'Enfant prodigue de Georges Berr : l'enfant prodigue
- 1910 : La Reine Margot de Camille de Morlhon
- 1910 : Manon : des Grieux
- 1910 : L'Écharpe d'André Calmettes
- 1910 : Le Coup de vent d'Émile Chautard
- 1911 : La Statue : Giuseppe
- 1911 : Camille Desmoulins d'Henri Pouctal : Camille Desmoulins
- 1912 : Les Trois Mousquetaires d'André Calmettes et Henri Pouctal : D'Artagnan
- 1912 : La Poupée hollandaise
- 1912 : Les Jacobites
- 1912 : Femme fatale
- 1912 : La Comtesse Sarah d'Henri Pouctal
- 1912 : Les Caprices du Roi Soleil de Maurice Le Forestier : Louis XIV
- 1912 : La Camargo d'Henri Pouctal
- 1912 : Amour et science de M.J. Roche : Max Pledge
- 1926 : Graziella de Marcel Vandal
- 1932 : Maurin des Maures d'André Hugon : Cabissol
- 1932 : Chair ardente de René Plaissetty : André de Clairval

## Décoration
- Chevalier de la Légion d'honneur (3 février 1929)[1]